# FC Desná Chernígov
El FC Desná Chernígov es un equipo de fútbol de Ucrania que juega en la Liga Premier de Ucrania, la primera división de fútbol en el país.

## Historia
Fue fundado en el año 1960 en la ciudad de Chernígov (en ucraniano: Чернігів, romanizado: Cherníhiv) con el nombre Avanhard, aunque al año siguiente lo cambiaron por Desná, llegando al torneo nacional de Unión Soviética en 1969 y desaparece en 1971 cuando el SKA Kiev adquiere la plaza en la liga para poner a su equipo filial SC Chernígov.
El club es refundado en 1977 con el nombre Jimik, llegando a participar en la Segunda Liga Soviética y en 1982 es subcampeón de la liga soviética de Ucrania.
Tras la caída de la Unión Soviética y la independencia de Ucrania, fueron uno de los equipos fundadores de la Primera Liga de Ucrania, liga de la que descendió en la temporada 1993/94. El club es campeón de la segunda liga en 1997 y regresa a la primera liga, donde permanece por dos temporadas hasta que vuelve a descender en 1999.
El club regresa a la primera liga en la temporada 2005/06, donde permanece hasta la temporada 2009/10 cuando pierde la licencia de equipo profesional y es relegado a la segunda liga.
En la temporada 2012/13 es campeón de la segunda liga, y un año más tarde llega a los cuartos de final de la Copa de Ucrania habiendo dejado en el camino a equipos de la Liga Premier de Ucrania como el FC Metalurh Zaporizhya, donde es eliminado 0-2 por el FC Shajtar Donetsk.
En la temporada 2016/17 es subcampeón de la Primera Liga de Ucrania, por lo que obtiene el derecho de jugar en la primera división, pero el 1 de junio de 2017 declinan participar en la máxima categoría argumentando de que no garantizaban la estabilidad económica ni la infraestructura para participar en la liga. En la temporada 2017/18 vence en la fase de playoff al FC Zirka Kropyvnytskyi, con lo que obtiene el derecho de jugar en la Liga Premier de Ucrania para la temporada 2018/19.

## Palmarés
- Druha Liha (3): 1996–97 (Grupo A), 2005–06 (Grupo A), 2012–13 (Grupo A)

## Entrenadores
| Periodo   | Nombre                      |
| --------- | --------------------------- |
| 1960      | Oleksandr Shchanov          |
| 1960      | Anatoly Zhyhan              |
| 1961      | Yosyp Lifshyts              |
| 1962–1963 | Yevgeny Goryansky           |
| 1963      | Mykhaylo Chyrko             |
| 1964      | Vadim Radzishevskiy         |
| 1965–1966 | Valentin Tugarin            |
| 1966      | Sergei Korshunov            |
| 1967      | Viktor Zhiltsov             |
| 1967      | Yevhen Lemeshko             |
| 1968      | Valentin Tugarin            |
| 1969      | Volodymyr Onyshchenko       |
| 1969–1970 | Oleh Bazylevych             |
| 1977–1982 | Yukhym Shkolnykov           |
| 1983      | Andriy Protsko              |
| 1983–1984 | Yevgeny Goryansky           |
| 1985–1986 | Mykhaylo Fomenko            |
| 1987      | Andriy Protsko              |
| 1988–1989 | Mykhailo Dunets             |
| 1989      | Andriy Protsko (interino)   |
| 1990–1993 | Yuriy Hruznov               |
| 1993      | Andriy Protsko (interino)   |
| 1994      | Viktor Dubino               |
| 1994–1996 | Andriy Protsko              |
| 1996–1999 | Yukhym Shkolnykov           |
| 1999–2002 | Yuriy Hruznov               |
| 2002–2004 | Vadym Lazorenko             |
| 2004–2007 | Oleksandr Tomakh            |
| 2007      | Serhiy Bakun (interino)     |
| 2007–2008 | Serhiy Kucherenko           |
| 2008      | Oleksandr Ryabokon          |
| 2009      | Mykhailo Dunets             |
| 2009      | Yuriy Ovcharov (interino)   |
| 2009–2010 | Oleksandr Ryabokon          |
| 2010      | Viktor Dohadaylo            |
| 2010      | Ihor Khimich (interino)     |
| 2010      | Oleh Melnychenko (interino) |
| 2010      | Oleksiy Skala               |
| 2011      | Anatoly Byelay              |
| 2011–2012 | Oleksandr Deriberin         |
| 2012–     | Oleksandr Ryabokon          |

## Participación en competiciones de la UEFA
| Temporada | Torneo                 | Ronda            | Club       | Casa | Visita | Global |
| --------- | ---------------------- | ---------------- | ---------- | ---- | ------ | ------ |
| 2020–21   | Liga Europa de la UEFA | Clasificatoria 3 | Wolfsburgo | –    | 0–2    | 0–2    |